# Маллінвілл (Канзас)
Маллінвілл (англ. Mullinville) — місто (англ. city) в США, в окрузі Кайова штату Канзас. Населення — 197 осіб (2020).

## Географія
Маллінвілл розташований за координатами 37°35′20″ пн. ш. 99°28′32″ зх. д. / 37.58889° пн. ш. 99.47556° зх. д. (37.588974, -99.475644).  За даними Бюро перепису населення США в 2010 році місто мало площу 1,56 км², уся площа — суходіл.

## Демографія
Згідно з переписом 2010 року, у місті мешкало 255 осіб у 107 домогосподарствах у складі 68 родин. Густота населення становила 163 особи/км².  Було 132 помешкання (84/км²).
Расовий склад населення:
| - 94,9 % — білих - 0,8 % — чорних або афроамериканців - 0,8 % — азіатів - 0,4 % — корінних американців - 1,6 % — осіб інших рас |

До двох чи більше рас належало 1,6 %. Частка іспаномовних становила 8,2 % від усіх жителів.
За віковим діапазоном населення розподілялося таким чином: 26,3 % — особи молодші 18 років, 50,6 % — особи у віці 18—64 років, 23,1 % — особи у віці 65 років та старші. Медіана віку мешканця становила 41,3 року. На 100 осіб жіночої статі у місті припадало 97,7 чоловіків;  на 100 жінок у віці від 18 років та старших — 97,9 чоловіків також старших 18 років.
Середній дохід на одне домашнє господарство  становив 43 011 долар США (медіана — 43 750), а середній дохід на одну сім'ю — 46 102 долари (медіана — 47 656). Медіана доходів становила 33 750 доларів для чоловіків та 24 375 доларів для жінок. За межею бідності перебувало 8,9 % осіб, у тому числі 6,4 % дітей у віці до 18 років та 5,8 % осіб у віці 65 років та старших.
Цивільне працевлаштоване населення становило 86 осіб. Основні галузі зайнятості: освіта, охорона здоров'я та соціальна допомога — 20,9 %, будівництво — 15,1 %, сільське господарство, лісництво, риболовля — 15,1 %.